# 六安市裕安区经济开发区
六安市裕安区经济开发区是中华人民共和国安徽省六安市裕安区的一个类似乡级单位。

## 行政区划
下辖以下地区：
潘岗社区、宝丰村、紫园村和七里岗村。